# Ait Aadel
Ait Aadel (franska: Ait Aadel (CR), Ait Aadel (Commune Rurale), arabiska: ابادو) är en kommun i Marocko.   Den ligger i provinsen Al Haouz och regionen Marrakech-Safi, i den nordöstra delen av landet, 270 km söder om huvudstaden Rabat. Antalet invånare är 6 967.